# Fotolitografie
Fotolitografie (nebo "optická litografie") je postup používaný při mikrovýrobě pro selektivní opracování částí tenkých vrstev nebo materiálu podložky (substrátu). Pro přenos geometrických obrazců (motivů) z fotomasky do chemického fotorezistu naneseného na podložce se používá světlo. Různé chemické postupy pak umožní opracovat vrstvu materiálu pod rezistem; buďto do něj vyrýt exponovaný motiv nebo nanést nový materiál do požadovaného motivu. Například při výrobě složitých integrovaných obvodů CMOS procházejí křemíkové destičky fotolitografickým procesem až 50krát.
Fotolitografie sdílí některé základní principy s fotografií v tom, že motivy se tvoří v rezistu vystaveném světlu; buď přímo (bez použití masky) nebo promítáním obrazu přes optickou masku (projekční litografie). Tento postup je srovnatelný s vysoce přesnou variantou metody používané pro výrobu desek plošných spojů. Další části postupu mají více společného s leptáním než s litografickým tiskem.
Fotolitografie se používá proto, že umožňuje vytvářet malé motivy (UV varianta až do několika desítek nanometrů). Dále umožňuje přesnou kontrolu tvarů a velikostí objektů, které se vytvářejí. A navíc jsou motivy vytvářené projekční fotolitografií po celé ploše podložky
cenově efektivní. Hlavní nevýhody spočívají v tom, že tato metoda potřebuje rovnou a hladkou podložku, dále není příliš efektivní při vytváření motivů, které nejsou ploché a finálně může vyžadovat mimořádně čisté provozní podmínky.